# Charles Piazzi Smyth
Charles Piazzi Smyth (Nápoles, 3 de janeiro de 1819 - 21 de fevereiro de 1900), foi Astrônomo Real da Escócia de 1846 a 1888, conhecido por suas inovações em astronomia e por seus detalhados estudos sobre a Pirâmide de Quéops.

## Biografia
Charles Piazzi Smyth nasceu em Nápoles (Itália). Era filho do Almirante William Henry Smyth e da esposa, Annarelia. A família se estabeleceu em Bedford, onde há um observatório onde Smyth iniciou seu aprendizado de astronomia. Aos 16 anos passou a ser assistente de Thomas Maclear no Cabo da Boa Esperança, onde observou o Cometa Halley (1834) e o  Grande Cometa de Março de 1843.
Em 1845 foi nomeado Astrônomo Real da Escócia, sediado em Real Observatório de Edimburgo (Calton Hill) em Edimburgo e professor de Astronomia da Universidade de Edimburgo. Em 1853, Smyth foi responsável pela instalação da  "esfera do tempo" no topo do Monumento de Nelson, para informar a hora ao navios no porto de Leith.

## Astronomia
Na sua lua de mel em 1856 fez observações experimentais nas montanhas de Tenerife, Ilhas Canárias, visando comprovar as vantagens da instalação de um observatório astronômico no alto de uma montanha. Para isso o "Almirantado Britânico" outorgou a Smyth uma subvenção de 500 libras e colocou a sua disposição o navio Titania. No Teide (Vulcão)fez observações comum un fino telescópio de montagem equatorial de 1,88 metros. Os resultados científicos apresentados em 1858, informes específicos e dirigidos ao Almirantado Britânico.e à Royal Society, confirmaram os benefícios da instalação num ponto de atmosfera limpa. 
Tais conclusões tiveram forte influência na instalação do observatório de Teide que hoje, junto com o  Observatório do Roque de los Muchachos, constituem o chamado European Northern Observatory. Em sua estada em Tenerife, hosapedado em no Jardim Sitio Litre, Smyth escreveu um relato sobre sua vida no local,  Tenerife, experimentos de um astrônomo (1858), que apresenta cerca de 20 fotografías estereoscópicas tomadas a partir da ilha.
Entre 1871 e 1872 investigou acerca dos espectros da aurora polar. Em 1877 e 1878 elaborou em Lisboa um mapa do espectro solar , tendo recebido em 1880 o Prêmio Thomas Brisbane. Smyth fez mais investigações  espectroscópicas na Madeira em 1880 e em Winchester em 1884, sendo o poineiro das técnicas da Radiação infravermelha pelo estudo da astronomia e do calor emitido pela Lua.

## A Pirâmide de Queóps
Suas teorias sobre as pirâmides foram influenciadas inicialmente pelo editor John Taylor, que escreveu em 1859 o livro A Grande Pirâmide: por que foi construída? e Quem a construiu? Smyth foi em expedição ao Egito com objetivo de medir com máxima precisão todas as dimensões, superfícies e aspecto da Pirâmide de Quéops. Levou todo equipamento necessários para determinar, dentre outros, dimensões das pedras, ângulo precisos dos cortes das mesmas, inclinação do caminho descendente. Tinha uma câmera fotográfica para tanto o exterior, como o interior da construção. Utilizou diversos outros instrumentos para fazer cálculos astronômicos e determinar latitude e longitude exatas da pirâmide (cerca de 30° N e 31° L). Com base no trabalho de Taylor, especulou que os Hicsos fossem em verdade os Hebreus, os quais teriam construído a Pirâmide sob o comando de Melquisedeque. 
Posteriormente publicou seu livro Nossa Herança na Grande Pirâmide, em 1864 (mais tarde o título foi mudado para "A Grande Pirâmide: seus segredos e mistérios revelados"). Smyth afirmava que as medidas obtidas a partir da Grande Pirâmide de Gizé indicavam a unidade de longitude e a polegada "piramidal" (1.001 polegadas inglesas), dados dos quais extrapolou outros como a "pinta" da pirâmide, o cúbito sagrado e até uma escala de temperatura desse monumento.
Smyth acreditava e defendia a ideia de que os arquitetos da pirâmide deveriam obrigatoriamente ter sido orientados por Deus, o que provava sua existêmcia. Para provar suas teorias, Smyth dizia que nas medidas da pirâmide encontrara proporções entre  quantidade de polegadas no perímetro da base da pirâmide com mil vezes o número de dias do ano. Também encontrou relação  numérica entre a altura da pirâmide em polegadas e a distância da Terra ao Sol em milhas e relações entre algumas medidas que produziam o número PI com acerto até a 5ª casa decimal. 
Dizia ainda que no equinócio de primavera a construção não apresentava sombra, o que indicava forte conhecimento de astronomia entre pessoas no Egito Antigo. Também buscou justificar a teoria de que a Pirâmide de Queops continha muitas profecias, que podiam ser bem detalhadas por medições precisas nas estruturas. Encontrou até previsão da data da 2ª vinda de Jesus Cristo.
Considerando que a pirâmide era uma unidade de medida, a "polegada divina", Smyth, um comprometido defensor dosisraelitas britânicos, utilizou suas conclusões como argumento contra a introdução do Sistema Internacional de Unidades no Reino Unido. Foi durante muito tempo um adversário do "Sistema Métrico", que ele considerava uma invenção dos ateus radicais franceses, posição defendida em muitas de suas obras.
Smyth, mesmo com má reputação nos círculos egiptólogos de hoja, fez um valioso trabalho em Gizé: obteve as mais precisas e completas medidas da pirâmide até hoje. Também, graças à luz de magnésio utilizada, obteve pela primeira vez fotos das passagens do interior da pirâmide. Os resultados de suas pesquisas foram logo incorporados aos seu livros:
- Our Inheritance in the Great Pyramid (1864)
- Life and Work at the Great Pyramid (1867) - em 3 volumes
- On the Antiquity of Intellectual Man (1868).

Por sua obra recebeu Medalha de Ouro da Royal Society de Edimburgo, mas em 1874, essa mesma Royal Society rechaçou seus escritos sobre o projeto dessa Pirâmide de Quéops. Esse desprezo por seu trabalho lhe causo uma profunda decepção, o que o levou a demitir-se do cargo da Astrônomo Real em 1888.

## Influências e Legado
As teorias de Smyth sobre a Grande Pirâmide foram integradas às obras religiosas de grupos remanescentes do Millerismo como os Segundo-Adventistas de George Storrs e os Estudantes da Bíblia, de Charles Taze Russell (precursor das modernas Testemunhas de Jeová). Russell, por exemplo, qualificou a Pirâmide de Quéops como uma "testemunha pétrea de Deus". Porém, seu sucessor, Joseph Franklin Rutherford abandonou todas essas teorias sobre a Grande Pirâmide no ano de 1928.
Os estudos de Taylor e Smyth ganharam muitos seguidores e também muitos detratores no campo da egiptologia do século XIX. Ao final do século, porém, todo apoio científico a essas teorias já havia quase desaparecido, mas o golpe definitivo na Egiptologia de Smyth veio de um conhecido egiptólogo, William Matthew Flinders Petrie, o qual havia sido grande defensor das testes do próprio Smyth. Petrie foi ao Egito em 1888 para fazer novas medições da Pirâmide e comprovou, dentre outras coisas, que o monumento era menor do que fora definido por Smyth.

## Morte
Smyth faleceu em 1900 e está sepultado na Igreja de Saint John em Sharow próxima a Ripon. Um monumento na forma de uma pequena pirâmide de pedra, coroado por uma cruz cristã, identifica seu túmulo. A cratera Piazzi Smyth na lua foi nomeada em sua homenagem.

## Ver Também
- Piramidologia
- Pirâmides do Egito